# Pavonia windischii
Pavonia windischii är en malvaväxtart som beskrevs av A. Krapovickas. Pavonia windischii ingår i släktet påfågelsmalvor, och familjen malvaväxter. Inga underarter finns listade i Catalogue of Life.